# 單斜輝石溫壓計

本圖顯示在不同壓力下，透輝石體積變化的校準曲線。 該反應的平衡常數可以根據數據計算出來

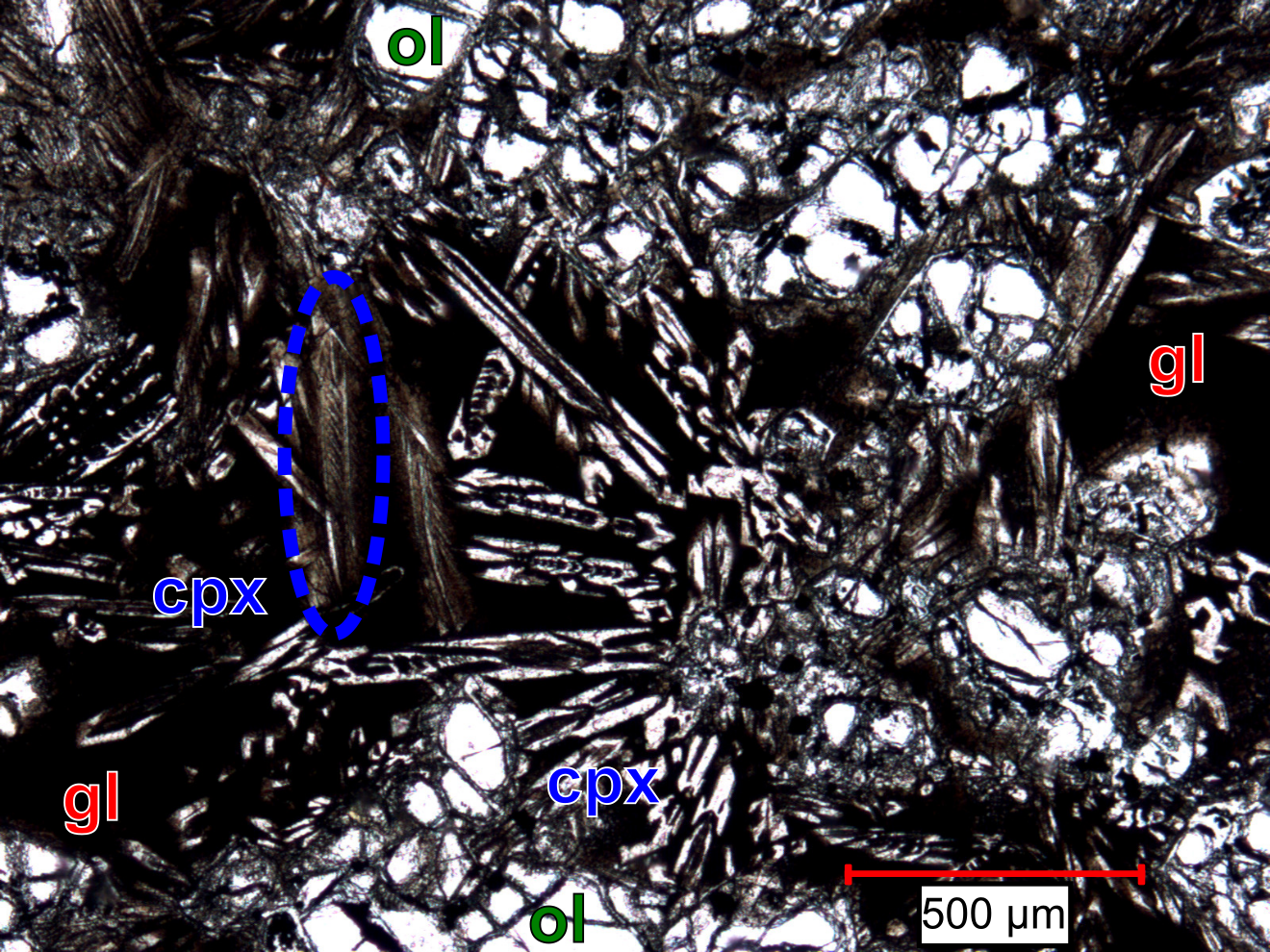
科馬提石（komatilite）含有單斜輝石晶體的放大圖像。 該晶體可用於礦物的溫壓計。 Cpx 代表單斜輝石，ol 代表橄欖石，gl 代表玻璃。

單斜輝石溫壓計（英語：Clinopyroxene thermobarometry）是利用單斜輝石礦物來測定該礦物在結晶時，岩漿溫度和壓力的一種科学方法。單斜輝石在許多火成岩中都很普遍。許多礦物都可用來測定地溫壓，但單斜輝石特別有用，因為它是火成岩中常見且易於識別的斑晶. 
此技術給出的數據用於了解岩漿結晶、順變質作用和逆變質作用以及矿石礦床形成。. 了解這些過程可以幫助產業和科學界。利用這些數據，可以更詳細地推斷出有關岩石圈成分的信息，並且鑽石勘探行業可以確定金伯利岩含有鑽石的機率。

## 测量

### 壓力

此圖顯示了確定不同壓力下透輝石體積變化的校準曲線的實驗。可以根據數據計算該反應的平衡常數。

壓力測試實驗（地質壓力計）是根據摩爾體積（molar volume）的變化反應。 加壓會導致總體積減少，而減壓力會導致總體積增加。 因此，根據大體積的礦物與小體積的礦物的比例，可以計算出地質環境壓力，因爲壓力是溫度的函數。 必須進行實驗來校準結果。

### 溫度
最適合地質溫度計的測試實驗是具有大量焓的礦物，在加溫或減溫下，它們會釋放或消耗大量熱量。與地質壓力計類似，只要經過校準，通過釋放熱量與消耗熱量而形成的礦物組合的比例，可計算溫度。 

### 反應類型
單斜輝石有三種類型的反應，可用於計算溫度和壓力。
單一反應：在一定的溫度和壓力條件下，岩漿會結晶出一些特定的礦物。根據岩石中這些礦物的比例就可推算溫度和壓力。 例如硬玉和石英在特定壓力條件下生成鈉長石。 
{\displaystyle {\ce {NaAlS2O6 + SiO2 -> NaAlS3O8}}}.
這種特殊反應涉及反應物和產物之間體積的巨大變化，因此反應對壓力變化非常敏感。 
交換反應：當礦物具有相似結構時，其離子在該結構中相互交換位置時，就會發生交換反應。 這是計算溫度的常用方法。大多數能進行交換反應的礦物都具有高量的焓。 例如石榴石和單斜輝石之間的交換 Fe2+ 和 Mg2+。 
這會導致鎂鋁榴石和鐵輝石（輝石）變成鐵鋁榴石和透輝石（輝石）。
{\displaystyle {\ce {Mg3Al2Si3O12 + 3CaFeSi2O6 -> Fe3Al2Si3O12 + 3CaMgSi2O6}}}
相溶平衡：是指兩礦物相根據溫度能相互溶解，因此它通常可用於測量溫度。  例如當單斜輝石和斜方輝石相互溶解時。 能改變鈣和鎂在整個礦物質中的分佈。

## 應用
單斜輝石溫壓計通常用於採礦業。它對鑽石工業特別有幫助，因此許多利益相關者都擁有關於含有鑽石的岩石形成的壓力和溫度資料。這點很重要，因為鑽石通常在金伯利岩中發現，但金伯利岩並不總是含有鑽石。與其開採所發現的每一個金伯利岩，不如對它們進行取樣，看看它們是否在有利於鑽石結晶的環境中形成。
其他應用主要是科學方面；岩漿的壓力和溫度資料可用於提出岩石圈和地幔的詳細地質模型。這些模型可加強對地質和火山活動的了解，有助於科學家預測火山噴發或地震等事件的能力。